# 五健堂ホールディングス
株式会社五健堂ホールディングス（ごけんどうホールディングス）は、本社を京都府京都市伏見区に置く西日本有数の中堅運送業者である。
五健堂は、引越しとともに、冷凍・冷蔵倉庫を整備して、食品物流事業から成長した会社である。社名の意味は「体の健康・仕事の健康・お金の健康・家族の健康・心の健康」

## 来歴
五健堂の創業は、現在の代表取締役社長蓮尾拓也が、23歳の時1989年（平成1年）にはじめた赤帽事業からで、サラリーマン時代に作った800万円の借金を返すためであった。その後事業は順調にいき、自宅マンションの一室に有限会社五健堂を設立したのは1993年（平成5年）で、下鳥羽の場所にプレハブ小屋を建てて移ったのは1994年（平成6年）、その後に本社、物流センターの開設は1997年（平成9年）である。横大路にある現在の本社、物流センターの開設は2007年（平成19年）である。
2005年（平成17年）6月には滋賀営業所と、10月には福知山営業所を設ける。
2007年（平成19年）には環境マネージメントシステム（KES）を導入する。
2021年（令和3年）10月にTOKYO PRO Marketへ上場。
取引銀行は三菱UFJ銀行やみずほ銀行、地方銀行では京都銀行や滋賀銀行など。
2025年4月1日に株式会社五健堂から株式会社五健堂ホールディングスに商号変更。

## サービスの内容
ヤマト運輸や日本通運などの他社と異なり、もともと引越事業者としてスタートした関係で、一般商店といった、一般個人からの発送窓口があまり多くないため、発送元は特定取引先（コンビニエンスストア、製パンなど食品の発送が多い）が中心である。
企業にとっては発送条件に融通が利き、ドライバーが倉庫で担当する食品や、包装資材、チラシ、ポップなど販売促進資材をピッキングしてから運転していくこともある。

## 車両
- いすゞ自動車と取引をしているためいすゞ（エルフやギガを筆頭とする）車両が1番多く、その次は日野自動車やトヨタ自動車などの導入もある。

### トラックの塗装
トラックボディは「GOKENDO」の会社名ロゴに白をベースとし、白・青色の球状のデザインのカラーの、星をイメージした塗装車両を導入している。